# Giannis Kotsiras
Giannis Kotsiras (en griego: Γιάννης Κώτσιρας; Megalópolis, 16 de diciembre de 1992) es un futbolista griego que juega en la demarcación de defensa para el Panathinaikos F. C. de la Superliga de Grecia.

## Selección nacional
Hizo su debut con la selección de fútbol de Grecia el 30 de mayo de 2019 en un encuentro amistoso contra Turquía, partido que finalizó con un resultado de 2-1 a favor del combinado turco tras los goles de Cengiz Ünder y Kenan Karaman para Turquía, y de Dimitris Kourbelis para Grecia.

## Clubes
| Club                | País   | Año       | Partidos | Goles |
| ------------------- | ------ | --------- | -------- | ----- |
| Doxa Megalopolis FC | Grecia | 2008-2011 | 42       | 15    |
| AO Falaisias        | Grecia | 2011-2014 | 69       | 38    |
| Panarkadikos FC     | Grecia | 2014-2016 | 49       | 22    |
| Asteras Tripoli     | Grecia | 2016-2021 | 135      | 3     |
| Panathinaikos F. C. | Grecia | 2021-     | 129      | 0     |

## Palmarés

### Títulos nacionales
| Título         | Club                | País   | Año  |
| -------------- | ------------------- | ------ | ---- |
| Copa de Grecia | Panathinaikos F. C. | Grecia | 2022 |
| Copa de Grecia | Panathinaikos F. C. | Grecia | 2024 |